# 羅維 (維什戈羅德區)
50°52′47″N 30°18′24″E / 50.87972°N 30.30667°E
羅維（烏克蘭語：Рови）是位於烏克蘭北部的村莊，由基辅州维什霍罗德区的季梅爾市鎮負責管轄。該村始建於1849年，面積0.9平方公里，海拔高度131米，2001年人口159，人口密度每平方公里176.7人。